# Дом-музей Пикфорда

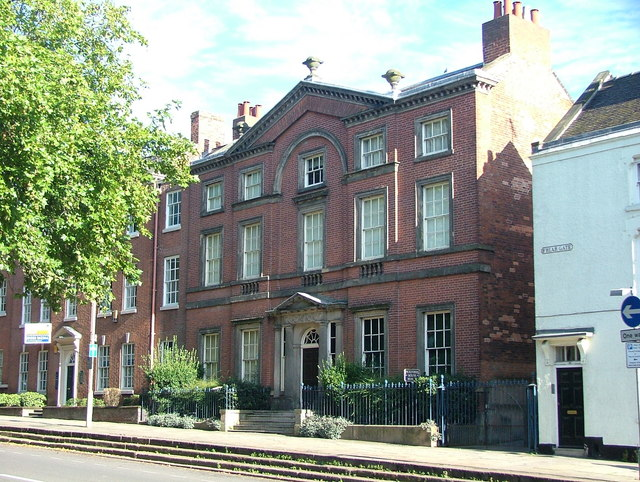
Здание музея

Дом-музей Пикфорда (англ. Pickford's House Museum) — музей в Дерби, расположенный в георгианском здании, построенном архитектором Джозефом Пикфордом (англ. Joseph Pickford) в 1760 году для собственной семьи (в дальнейшем он демонстрировал свой дом богатым клиентам как образец своей работы). В здании расположен музей костюма и истории георгианского времени. В доме на первом этаже меблированы гостиная, столовая, комната, спальня и гардеробная, кухня и прачечная, погреб, кладовая, а также спальня слуги (с соломенным тюфяком). Один из подвалов обставлен как бомбоубежище 1940-х годов. Экспозиция верхних этажей посвящена кукольным театрам, истории их существования. С апреля 2006 года музей открыт только для организованных групп, несмотря на существовавшие протесты.